# Fidel Toniolli
Fidel Toniolli (n. Las Perdices, Córdoba - f. Rosario, Santa Fe, 14 de noviembre de 2002) fue un activista por los derechos humanos, fundador y presidente de Familiares de Desaparecidos y Detenidos por Razones Políticas de Rosario, "ciudadano distinguido" de dicha ciudad.

## Vida y obra
Maestro, casado con Matilde Toniolli  fue comerciante y estuvo afiliado al Partido Comunista.
Luego de la desaparición de su hijo Eduardo José, se  vinculó con otros familiares de víctimas del terrorismo de Estado para articular el reclamo de manera organizada.
Su propia casa -junto a los domicilios de Esperanza Labrador y Lucrecia Martínez- fue lugar de reunión en los primeros días del terrorrismo de Estado antes de la sede de los organismos en la cortada Ricardone.
En una asamblea que se desarrolló en el local de la Unión de Mujeres Argentinas convocada por  Mesa Directiva de la Liga Argentina por los Derechos del Hombre el 15 de abril de 1977, quedó constituida la delegación local de Rosario. Otros  participantes de la asamblea fueron José Alba, Orlando Finterwald, Nelma Jalid, Elisa Medina, María Saa de Novillo, Inés Moyano de Pattacini y María de Prat. Esta filial luego sería Familiares de Detenidos y Desaparecidos por Razones Políticas y Gremiales, siendo posteriormente y por varios años presidente de la misma. A principios de 1978, la LADH de Rosario les cede a este grupo un espacio en una vieja casona, ubicada en la cortada Ricardone Nº 58, declarado en 2007 sitio Histórico Municipal por el Concejo Municipal por un proyecto que había sido  pensado y diseñado por  Fidel Toniolli poco antes de su muerte.
Toniolli integró la CONADEP y el Foro contra la Deuda Externa. La Conadep Santa Fe se constituyó en 1984 con Manuel Blando como presidente, y divididos en norte y sur, lo acompañaron, por Rosario: Fidel Toniolli entre otros.
Fue uno de los impulsores de la creación del Museo de la Memoria -primero de su característica en Argentina- participando de la comisión promotora en el seno del Concejo Municipal de Rosario.
En 1994 participó activamente en la recuperación de "La Casita", convirtiendo el lugar en un centro de promoción de la memoria histórica y de defensa de los Derechos Humanos, denominado "Casa de la Memoria".

## Reconocimientos
Fidel Toniolli durante el terrorismo de Estado encabezado en Rosario por el tristemente célebre Agustín Feced  fue uno de los pocos militantes de derechos humanos que se atrevió a enfrentarlo sin medir consecuencias. En el juicio por la denominada causa Feced, un testigo recordó a Helder Minetti y a Fidel Toniolli, indicando que "ambos nos enseñaron el camino de la verdad y la justicia y murieron sin poder ver este momento histórico". Las Madres de la Plaza 25 de Mayo de Rosario recuerdan mucho a Toniolli y una Coordinadora Popular lleva su nombre.
En  2012 se le rindió un homenaje en la Casa de la Memoria.  En 2015 en un acto en el sitio de Memoria  “Escuela Magnasco” el entonces ministro de Justicia y derechos humanos de Santa Fe Juan Lewis, recordó a Fidel Toniolli, cuyos familiares estuvieron detenidos en ese lugar. Durante el acto en 2016, donde la Quinta de Funes fue señalizada como sitio de memoria, su nuera, Alicia Gutiérrez  agradeció a Fidel Toniolli que "murió queriendo por lo menos tener el juicio" y  a su esposa Matilde Espinosa, entre otros.

### Distinción
El Concejo Municipal de Rosario lo declaró en 2006 Ciudadano Distinguido Post Mortem de la ciudad de Rosario, por su invalorable aporte en la construcción del movimiento de derechos humanos de la ciudad y la defensa de las libertades democráticas y el estado de derecho.